# 리버풀 존 무어스 대학교
리버풀 존 무어스 대학교(Liverpool John Moores University, LJMU)는 잉글랜드 리버풀에 위치한 공립 연구형 대학이다. 이 대학교는 1823년 설립된 리버풀 매카닉스 스쿨 오브 아츠(Liverpool Mechanics' School of Arts)에 그 뿌리를 두고 있다. 나중에 합병을 통해 리버풀 폴리테크닉(Liverpool Polytechnic)이 되었다.
이 대학교의 학생 수는 2019/20 기준 25,050명이다. 유럽 대학 협회 소속이다.

## 같이 보기
- 영국의 대학 목록